# وفاداری (فیلم ۲۰۱۹)
وفاداری ( روسی: Верность) یک فیلم روسی درام اروتیک محصول سال ۲۰۱۹ به کارگردانی نیگینا سیفولایوا است.

## طرح
فیلم Fidelity 2019 که با عنوان Vernost نیز شناخته می‌شود، داستان زندگی لِنا، یک پزشک متخصص زنان در سن پترزبورگ را روایت می‌کند که از بی‌توجهی همسرش به او رنج می‌برد. لِنا که احساس می‌کند عشق و شور زندگی‌اش از بین رفته، وارد روابط نامتعارفی می‌شود تا کمبودهای عاطفی خود را جبران کند. این تصمیمات، او را در مسیری پر از پیچیدگی‌ها و چالش‌های اخلاقی قرار می‌دهد، و زندگی او به شکلی غیرقابل پیش‌بینی تغییر می‌کند. فیلم به موضوعاتی چون وفاداری، خیانت و بحران‌های هویتی می‌پردازد. 

## تم‌های اصلی فیلم
Vernost 2019 به بررسی عمیق تم‌های خیانت، وفاداری، احساسات سرکوب‌شده و جستجوی هویت می‌پردازد. این فیلم، جدال درونی شخصیت‌ها را به تصویر می‌کشد و نشان می‌دهد که چگونه تصمیمات احساسی و ناگهانی می‌توانند زندگی افراد را به مسیری غیرقابل بازگشت هدایت کنند.
یکی از نکات جالب فیلم این است که خیانت به عنوان یک واکنش به احساسات ناگفته و نیازهای سرکوب‌ شده معرفی می‌شود. لنا در حالی که به دنبال توجه و محبت همسرش است، با ورود به روابطی غیرقانونی، خود را در یک بحران عاطفی عمیق‌تر گرفتار می‌کند. فیلم سوالاتی در مورد معنای واقعی وفاداری در زندگی زناشویی مطرح می‌کند و چالش‌هایی که شخصیت‌ها با آن‌ها مواجه هستند را به‌طور شفاف نشان می‌دهد. 